# 追風 (2代神風型駆逐艦)
追風（おいて／おひて）は、日本海軍の駆逐艦。神風型駆逐艦（2代目）の6番艦である。この名を持つ日本海軍の艦船としては神風型駆逐艦 (初代)「追風」に続いて2隻目。

## 概要
駆逐艦追風（おいて／おひて）は、日本海軍が浦賀船渠で建造し、1925年（大正14年）10月に竣工した神風型駆逐艦。竣工時の艦名は「第十一号駆逐艦」。
太平洋戦争開戦時、ひきつづき第六水雷戦隊隷下の第29駆逐隊（追風、疾風、朝凪、夕凪）に所属し、南洋部隊（第四艦隊）所属部隊と共にウェーク島の戦い、ラバウル攻略戦、ラエ・サラモア攻略戦に参加した。同作戦中に空襲をうけて損傷、第29駆逐隊は内地に帰投した。佐世保で修理後、ふたたびトラック泊地に進出、以後はソロモン諸島や東部ニューギニアでの作戦に従事する。
1942年（昭和17年）7月10日、第六水雷戦隊の解隊にともない第29駆逐隊は第二海上護衛隊に編入され、内南洋諸島での護衛任務に従事した。
追風はガダルカナル島攻防戦に一時的に参加したのち、9月からは本格的に船団護衛任務に従事した。
第29駆逐隊は1943年（昭和18年）4月1日に解隊されたが、追風は第二海上護衛隊所属艦と共に護衛任務をつづけた。
1944年（昭和19年）2月15日、追風と第28号駆潜艇は軽巡洋艦阿賀野を護衛してトラック泊地を出撃するが、阿賀野は潜水艦スケートの雷撃で2月17日未明に沈没した。追風は阿賀野の生存者を救助してトラック泊地にもどるが、そこで米軍機動部隊の攻撃に遭遇する。2月18日朝、アヴェンジャー艦上攻撃機の雷撃により追風は撃沈された（トラック島空襲）。

## 艦歴

### 太平洋戦争以前
1921年（大正10年）10月12日、神風型駆逐艦7隻、若竹型駆逐艦10隻および掃海艇4隻に、それぞれ艦名が与えられる。
第十一駆逐艦（追風）は浦賀船渠で建造。浦賀船渠で建造の神風型は本艦（追風）のみ。
本艦は1923年（大正12年）3月16日、起工。関東大震災を経て1924年（大正13年）11月27日に進水。
1925年（大正14年）4月24日、第十一駆逐艦は第十一号駆逐艦と改称。
10月30日、竣工。1927年（昭和2年）、横浜沖で行われた特別大演習観艦式に参加。1928年（昭和3年）8月1日付で、第十一号駆逐艦は追風と改称した。
1935年（昭和10年）11月15日の編成替で、第29駆逐隊（追風、疾風、朝凪、夕凪）から朝凪と夕凪が除籍。同日2隻により第28駆逐隊（朝凪、夕凪。駆逐隊司令大藤正直中佐）が新たに編制される。第29駆逐隊（追風、疾風）および空母加賀は第二航空戦隊を編制した。
1936年（昭和11年）8月1日夜、澎湖諸島馬公市に停泊中、悪天候のため疾風と追風は接触事故を起こす。両艦とも損傷は軽微だった。
1937年（昭和12年）9月13日、第五水雷戦隊旗艦夕張は香港西方大産島泊地に到着、第29駆逐隊（追風、疾風）と合流する。翌日、夕張と共に珠江を遡行、虎門要塞から出撃してきた中華民国海軍の肇和級防護巡洋艦肇和 (Chao Ho) や小型艦艇と交戦する。夕張は砲撃戦により肇和を座礁に追い込んだ。泊地に戻る途中、中華民国空軍ノースロップA-17軽爆撃機とカーチス・ホークⅢ戦闘機の空襲により至近弾を受け、夕張は5名の戦傷者を出した。
11月15日、第二航空戦隊は加賀および第22駆逐隊（文月、水無月、長月、皐月）で再編。第29駆逐隊は佐世保警備戦隊に所属した。
1940年（昭和15年）11月15日、第28駆逐隊（朝凪、夕凪）は解隊される。
朝凪と夕凪は第29駆逐隊に復帰し、同隊は神風型4隻（追風、疾風、朝凪、夕凪）を揃えた。
また軽巡夕張、第29駆逐隊（追風、疾風、朝凪、夕凪）、第30駆逐隊（睦月、如月、弥生、望月）で第六水雷戦隊が新編され、第四艦隊に編入された。1941年（昭和16年）に入ると、第四艦隊各部隊・各艦はトラック泊地を拠点に行動する。内南洋方面で訓練に従事した。

### 太平洋戦争初期
1941年（昭和16年）12月8日の太平洋戦争（大東亜戦争）開戦時、ひきつづき第六水雷戦隊隷下の第29駆逐隊（追風、疾風、朝凪、夕凪）を編制していた。また第四艦隊司令長官井上成美海軍中将を指揮官とする南洋部隊が編成されており、ウェーク島攻略部隊（指揮官梶岡定道第六水雷戦隊司令官。軽巡「夕張」、第29駆逐隊第1小隊（追風、疾風）、第30駆逐隊（睦月、如月、弥生、望月）、第27潜水隊（呂65、呂66、呂67）、第32号哨戒艇〈旧駆逐艦葵〉、第33号哨戒艇〈旧駆逐艦萩〉、特設巡洋艦金剛丸、特設巡洋艦金龍丸、各根拠地隊派遣部隊）とウェーク島攻略掩護隊（指揮官丸茂邦則少将。天龍、龍田）でウェーク島攻略を目指した。
ウェーク島攻略部隊は12月8日の午後、ルオットを出撃した。ウェーク島の防衛施設は完成していなかったが、それでも開戦直前に空母エンタープライズがF4F ワイルドキャット12機を輸送していた。
第一攻略作戦中の12月11日、アメリカ軍の反撃により僚艦疾風および如月が沈没した。第29駆逐隊は3隻（追風、朝凪、夕凪）となった。日本軍攻略部隊は撃退された。
第二次ウェーク島攻略作戦では部隊の再編がおこなわれ、第29駆逐隊（追風、朝凪、夕凪）がそろって参加した。海軍陸戦隊員は輸送船のほかに哨戒艇2隻および睦月と追風に分乗した。追風に乗艦したのは高野豊治特務少尉ひきいる約310名であり、金龍丸の大発動艇2隻に上程してウェーク島に上陸した。だが高野中隊はウェーク島でアメリカ軍の反撃により苦戦し、全滅状態となった。激戦の末、ウェーク島の米軍は降伏した。
1942年（昭和17年）1月初頭、南洋部隊の各水上部隊はラバウル攻略作戦にそなえてトラック泊地に集結した。第十九戦隊司令官志摩清英少将を指揮官とするラバウル攻略部隊が編成され、第六水雷戦隊は主隊（指揮官志摩少将）に所属した。
1月13日、第29駆逐隊をふくめ南洋部隊各部隊・各艦はトラック泊地を出撃、ラバウル攻略作戦、スルミ攻略作戦に従事した。同年3月上旬、第六水雷戦隊はサラモア攻略作戦に従事する。
3月10日、空母レキシントンとヨークタウンを基幹とするアメリカ海軍機動部隊は、ラエとサラモアに展開中の日本軍を奇襲した。第六水雷戦隊各艦は大きな損害をうける。第29駆逐隊（追風、朝凪、夕凪）は3隻とも損傷し、日本本土に帰投した。4月1日、佐世保に到着して修理をおこなう。
5月上旬の珊瑚海海戦前哨戦で、ツラギ島を攻略していた第23駆逐隊の駆逐艦菊月が沈没した。同艦が所属していた第23駆逐隊は5月25日付で解隊。同隊より睦月型12番艦夕月を第29駆逐隊に編入し、29駆は定数4隻（夕月、追風、朝凪、夕凪）を回復した。
追風はラバウル・カビエン方面で、次いでトラック・サイパン方面で警備、護衛等に従事した。この間、横須賀へ向かう「鳴門丸」を5月26日ラバウル発で護衛するよう命じられている。6月下旬からは「夕張」などとともにガダルカナル島へ進出する航空基地設営隊輸送船団の護衛に従事（SN作戦）。船団は6月29日にトラックを出撃し、7月6日にルンガロードに到着して揚陸が行われた。

### 第二海上護衛隊
1942年（昭和17年）7月10日、第六水雷戦隊は解隊され、所属艦・部隊（夕張、第29駆逐隊〈夕月、追風、朝凪、夕凪〉、第30駆逐隊〈睦月、弥生、卯月、望月〉）は第二海上護衛隊に転じた。
第30駆逐隊は7月14日付で新編された第八艦隊に編入されたため、実際には夕張と第29駆逐隊が第二海上護衛隊に所属した。
ガダルカナル島の戦い勃発直後の8月13日、第29駆逐隊の追風と僚艦はヘンダーソン飛行場基地に対する艦砲射撃を実施した。8月15日、追風は横須賀鎮守府第五特別陸戦隊113名をのせてラバウルを出発、17日にガダルカナル島タサファロングへ揚陸した。その後、追風はトラック泊地に戻り、同地を拠点に船団護衛任務に従事した。
9月18日から24日にかけて「追風」はパラオからラバウルまで5隻の輸送船を護衛。9月29日には、第二師団の一部を乗せて9月23日にスラバヤを出発しラバウルへ向かった輸送船7隻の護衛を引き継いでいる。
1943年（昭和18年）4月1日、第八艦隊司令長官は三川軍一中将から鮫島具重中将に交代する。鮫島中将の後任として、小林仁中将が第四艦隊司令長官に任命された。
同日付で第29駆逐隊と第34駆逐隊は解隊された。追風は佐世保海軍工廠で修理を実施、修理中に艦後部の魚雷発射管や一部の主砲を撤去し、対空機銃を増強していた。
10月初旬、追風は給糧艦間宮を含む輸送船団を護衛し、横須賀を出発した。10月12日、アメリカ潜水艦セロの雷撃で間宮が大破、航行不能となった。間宮の救難をおこなっているうちに追風の燃料が乏しくなり、追風は救援にきた駆逐艦潮（第7駆逐隊）に間宮警戒を引き継ぎ、小笠原諸島父島に入港して燃料を補給する。その後、ふたたび間宮の護衛に戻った。間宮は朝風丸に曳航され（途中から潜水母艦迅鯨に交替）、軽巡五十鈴（第十四戦隊）や海防艦壱岐等に護衛され、呉に帰投した。追風は別の船団を護衛し、内海西部からトラック泊地にむかった。

### 沈没
1944年（昭和19年）1月末、駆逐艦3隻（追風、文月、松風）は人員撤収と船団護衛を兼ねてラバウルを出発した。2月3日、追風はトラック泊地に到着した。
2月15日、追風と第28号駆潜艇は、日本本土で修理予定の軽巡洋艦阿賀野を護衛してトラックを出港する。内地回航のため、追風は主砲弾や機銃弾の大半をトラック泊地に陸揚げしていた。
2月16日夕刻、アメリカ潜水艦スケートが加古型重巡洋艦に対して魚雷4本を発射した。これが阿賀野であり、阿賀野の右舷に魚雷2本が命中する。追風が接舷を試みたが波浪により危険とみなされ、カッターボートによる移動となった。阿賀野は、2月17日午前1時45分に北緯10度10分 東経151度40分 / 北緯10.167度 東経151.667度地点で沈没した。
追風は阿賀野艦長の松田尊睦大佐以下489名を救助した。第28号駆潜艇は128名を救助した。救助者を満載した2隻はトラック泊地に戻ることになる。
この時、米軍機動部隊によるトラック島空襲が行われ、在泊艦船に被害が出ていた。トラック基地の司令部は追風と第28号駆潜艇に「サイパン回航」を指示していた。午後4時になり、追風は「トラック基地に帰投して避退する艦船の護衛に任ぜよ」との命令を受信した。だが「トラック泊地へ帰投せよ」と「サイパンへ回航せよ」の発信順が錯綜しており、本来ならトラックに帰投する必要はなかったという。
また魚野（追風駆逐艦長）は阿賀野乗組員救助終了後にサイパン島回航を意見具申したが、司令部は「直ちにトラックに引返すべし」と命令し、やむをえずトラック泊地に向かったという。いずれにせよ追風と第28号駆潜艇は反転し、高速を発揮できる追風の方が先にトラック泊地に到着した。なおトラック泊地から脱出してきた第27駆逐隊所属2隻（時雨、春雨）のうち、春雨駆逐艦長富田敏彦少佐（海兵59期）は、魚野大尉の前任の追風駆逐艦長であった。春雨は追風とすれ違った際に退避を勧めたが、追風は「命令だから一旦中に入る」と返信し、トラック環礁内に突入していったという。
翌2月18日、アメリカ軍機動部隊は再度のトラック空襲を敢行する。追風はトラック環礁北水道を通過中の午前7時頃に捕捉され、空襲をうけた。弾薬を陸揚げしていたため約5分間で全弾を撃ちつくし、あとは回避行動しかとれなくなる。
機銃掃射（もしくは至近弾）により駆逐艦長の魚野泰弘大尉（海兵63期）が戦死、先任将校で砲術長の松田光夫中尉が指揮をとったが、松田中尉もまもなく戦死、阿賀野砲術長の今泉正次少佐（海兵59期）が指揮をとった
。だが今泉少佐も間もなく戦死する。そのため、阿賀野艦長の松田大佐が追風の指揮をとった。午前7時35分頃、魚雷が追風の右舷機関室に命中、船体は両断されわずか10秒ほどで沈没した。折しも病院船天応丸（元オランダ病院船オプテンノール）は、単独でトラック泊地を脱出しようと試みていた。天応丸は駆逐艦とすれ違った際に手旗信号で引き返すよう勧めたが、駆逐艦は「ご厚意は感謝する、だが本艦は命令を受けて北に進む」と返信したという。直後、天応丸は追風轟沈の瞬間を目撃することになった。
アメリカ軍機は海面をただよう追風の生存者に対して執拗に機銃掃射をおこない、さらに戦死者が増えた。戦死者は追風乗組員172名。阿賀野乗組員の戦死者は艦長の松田大佐以下467名、明石の便乗者約数十名。生存者26名（追風乗員4名、坂上静弘阿賀野主計長を含む阿賀野乗員22名）が近くの島に泳ぎ着いたり、航路浮標にしがみつくなどして、救助された。天応丸もカッターボートをおろし、轟沈した駆逐艦の生存者を収容したという。第28号駆潜艇は19日になってトラック泊地に到着し、阿賀野生存者を工作艦「明石」に引き渡した。
同年3月31日、追風は神風型駆逐艦、
帝国駆逐艦籍から除籍された。
1985年（昭和60年）2月28日、トラック北水道南東約10km、バラ島北西約4kmの水深73mの海底に横たわる追風が確認された。船体は、2番煙突後方で分断されていた。艦尾側は正立状態で着底していた。艦首側は右舷側に横転した状態で艦尾側の近くに沈んでおり、約180度ほど後方に回転した状態で沈んでいる（艦首と艦尾が同じ方向を向いている）。元々の乗員の他、救助した阿賀野乗員を乗せていたため艦内はすし詰め状態だった。そのため、海底の追風艦内には多数の遺骨があった。その後、遺骨収集は未了のまま打ち切られ、ハッチが溶接されたという。

## 歴代艦長

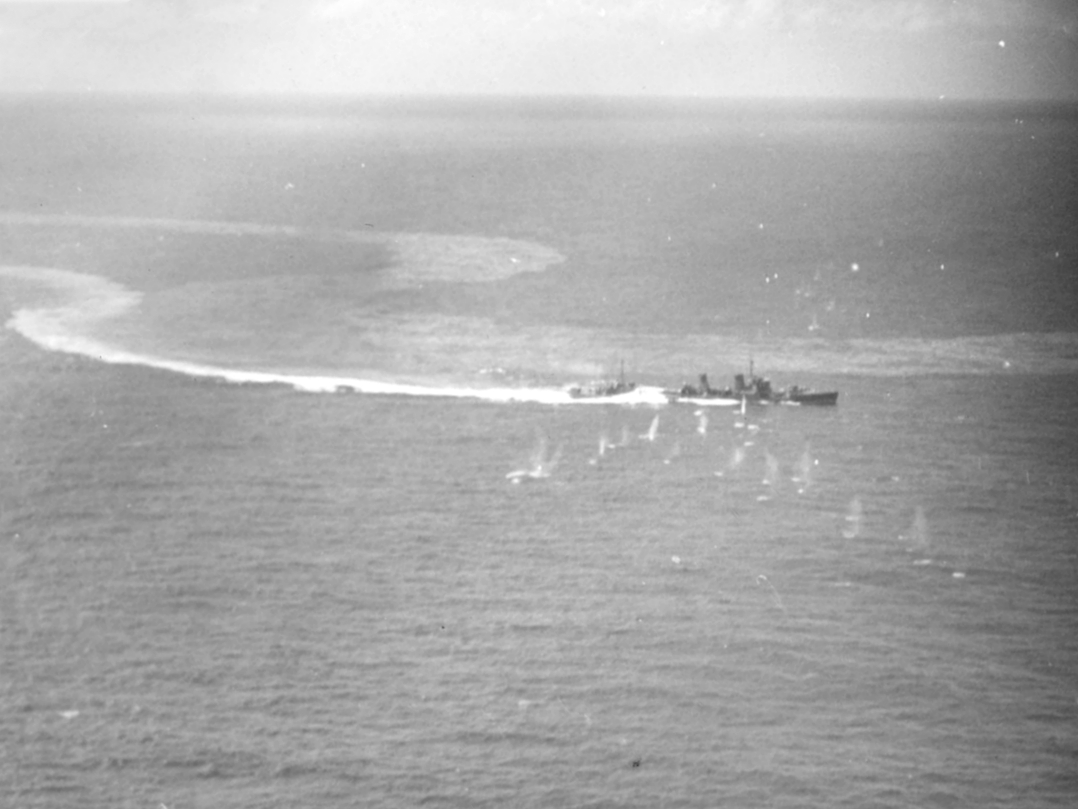
トラック島空襲で回避行動中の追風。

※『艦長たちの軍艦史』244-245頁による。階級は就任時のもの。

### 艤装員長
1. 彭城昌国 中佐：1925年4月1日 -

### 艦長
1. 彭城昌国 中佐：1925年10月30日 - 1926年10月15日[130]
2. 志賀忠一 少佐：1926年11月1日[131] - 1928年12月10日[132]
3. （兼）大藤正直 少佐：1929年1月5日[133] - 1929年5月10日[134]
4. （兼）木村昌福 少佐：1929年5月10日 - 1929年9月5日
5. （兼）井原美岐雄 少佐：1929年9月5日[135] - 11月30日[136]
6. 江戸兵太郎 少佐：1929年11月30日 - 1931年11月2日[137]
7. 福田勇 少佐：1931年11月2日 - 1932年3月10日[138]
8. （兼）中津成基 少佐：1932年3月10日 - 1932年4月1日
9. 上田光治 少佐：1932年4月1日[139] - 1932年7月11日[140]
10. 小田操 少佐：1932年8月5日[141] - 1932年11月15日[142]
11. 佐藤寅治郎 少佐：1932年11月15日 - 1934年11月15日
12. 中村謙治 少佐：1934年11月15日 - 1935年11月21日
13. 大原利通 少佐：1935年11月21日 - 1936年12月1日
14. 北野旦 少佐：1936年12月1日 - 1938年6月1日[143]
15. 山本祐二 少佐：1938年6月1日 - 1938年11月10日[144]
16. 鈴木保厚 少佐：1938年11月10日 - 1939年11月15日[145]
17. 萩尾力 少佐：1939年11月15日 - 1941年4月15日[146]
18. 柳瀬善雄 少佐：1941年4月15日 - 1942年10月30日[147][注釈 15]
19. 富田敏彦 少佐：1942年10月30日[147] - 1943年10月20日[111]
20. 魚野泰弘大尉：1943年10月20日[111] - 1944年2月18日戦死（任海軍少佐）[116]